# Héctor Romero
Héctor Orlando Romero Rivas, detto Pepito (Barcelona, 3 gennaio 1980), è un ex cestista venezuelano che gioca come ala.

## Carriera
Nella stagione 2008-09 è stato in forza alla Snaidero Udine, alla quale era arrivato dalla Montepaschi Siena, dove nella stagione 2007-08 aveva vinto lo scudetto ed era arrivato terzo in Eurolega.

## Palmarès
- Campionato italiano: 1

Siena: 2007-08